# Chamaelimnas xanthotaenia
Chamaelimnas xanthotaenia är en fjärilsart som beskrevs av Hans Ferdinand Emil Julius Stichel 1910. Chamaelimnas xanthotaenia ingår i släktet Chamaelimnas och familjen Riodinidae. Inga underarter finns listade i Catalogue of Life.